# جون كالفين ستيفنز
جون كالفين ستيفنز (بالإنجليزية: John Calvin Stevens)‏ هو مهندس معماري ورسام أمريكي، ولد في 8 أكتوبر 1855 في بوسطن في الولايات المتحدة، وتوفي في 25 يناير 1940 في بورتلاند في الولايات المتحدة.

## وصلات خارجية
- جون كالفين ستيفنز على موقع الموسوعة البريطانية (الإنجليزية)